# Simhallsbadet, Helsingborg
Simhallsbadet ligger på Söder i Helsingborg och är stadens mest centrala badhus. Badhuset uppfördes 1939–41 och ritades av arkitekt Mogens Mogensen. Det ses som ett av tegelfunktionalismens huvudverk i Helsingborg. I Helsingborgs stads bevarandeprogram för stadskärnan från 2002 klassificeras byggnaden som "särskilt värdefull bebyggelse" enligt äldre Plan- och bygglagen (3:12§).

## Byggnaden
Badhuset är utfört i tegelfunkis och representerar den funktionalistiska idén om att byggnadskropparna ska redovisa sitt innehåll genom sitt utförande. Entrédelen mot Södergatan, innehållande omklädninsutrymmen och administration, är mer stadsmässigt utformad, utförd i två våningar med butiker i bottenvåningen. Simhallsdelen har en mer frigjord utformning i form av ett stort, välvt koppartak och en helt uppglasad fasad mot Carl Krooks gata. I koppartaket finns en stor taklanternin för att förse simhallen med ytterligare dagsljus. Fasadmaterialet är brunt helsingborgstegel med inslag av Höganäsklinker i simhallsdelen.
I byggnaden finns en 25-metersbassäng, en undervisningsbassäng, gym, bastu och solarier. Simhallsdelens inre kortsida pryds av en stor mosaik av Hugo Gehlin med motiv av Helsingborg från Sundet. År 2005 genomgick badhuset en renovation där man renoverade dusch och bastu, samt anpassade bassängerna för rörelsehindrade och synskadade. Från början inhystes en bowlingbana i källaren som sedan blev gym och fritidsverksamhet för stadens simklubb, Helsingborgs Simsällskap.

## Historik
Tomten som badhuset ligger på kallades förr för "Wetterlingska tomten" och var under lång tid en öppen plats i den växande stadsdelen Söder. Den enda bebyggelsen var länge en holländsk väderkvarn från 1847, kallad Wetterlings mölla, och platsen användes ofta som yta för tivolin och lustspel. Sedan 1870 låg på platsen en mindre envåningsbyggnad med en samlingssal, den Brynolfska salen, i vilken några av arbetarrörelsen i Helsingborgs första möten ägde rum. När Folkets hus stod klart 1906, flyttades verksamheten dit och byggnaden kom istället att inrymma den Tornérhjelmska barnasylen. Behovet av ett varmbadhus var stort i den av närliggande industrier förorenade stadsdelen och det beslutades att ett Folkbadhus skulle inrättas på tomten. Badhuset ritades av Alfred Hellerström och stod klart 1902. Det nya badhuset placerades i hörnet mellan Gustav Adolfs torg och Carl Krooks gata och var i en våning med rundbågiga fönster och mönstermurat förbländertegel.
På 1930-talet höjdes röster om saneringar av Söder, som av många ansågs vara en trång och ohälsosam stadsdel. En av de första saneringarna utfördes på den Wetterlingska tomten, nu kvarteret Bayern. I en stadsplanetävling från 1931 gällande Gustav Adolfskyrkans omgivning ingick att ge detaljerade förslag till ett nytt badhus i kvarteret. Även om kända arkitekter som Nils Sterner och Hans Westman deltog i tävlingen korades ingen vinnare och frågan förblev därmed olöst under ett fåtal år. Arkitekten Mogens Mogensen ritade 1936 ett förslag till ett stort Idrottens hus innehållande simhall som skulle vara beläget på Söder. Detta bantades sedan ner till att endast omfatta ett badhus och istället byggdes Idrottens hus i anknytning till fotbollsarenan Olympia 1957. Det nya badhuset på Söder invigdes den 6 april 1941 och blev ett välkommet tillskott inom stadens idrottsliv.